# Freising
Freising, raramente aportuguesado para Frisinga, é uma cidade da Alemanha, capital do distrito de Freising, região administrativa da Alta Baviera, estado da Baviera.
A cidade situa-se a cerca de 41 km a norte de Munique, na margem do rio Isar, perto da autoestrada A 92, próximo do Aeroporto Internacional Franz Josef Strauß, o aeroporto que serve Munique.
Freising tem há décadas a taxa de desemprego mais baixa de toda a Alemanha. Weihenstephan é o bairro mais conhecido da cidade, ficando ali situado o "Center of Life Science" das universidades LMU e TU (as duas universidades existentes em Munique), situando-se aqui uma das cervejarias mais antigas do mundo — a Weihenstephaner.

## Ligações externas

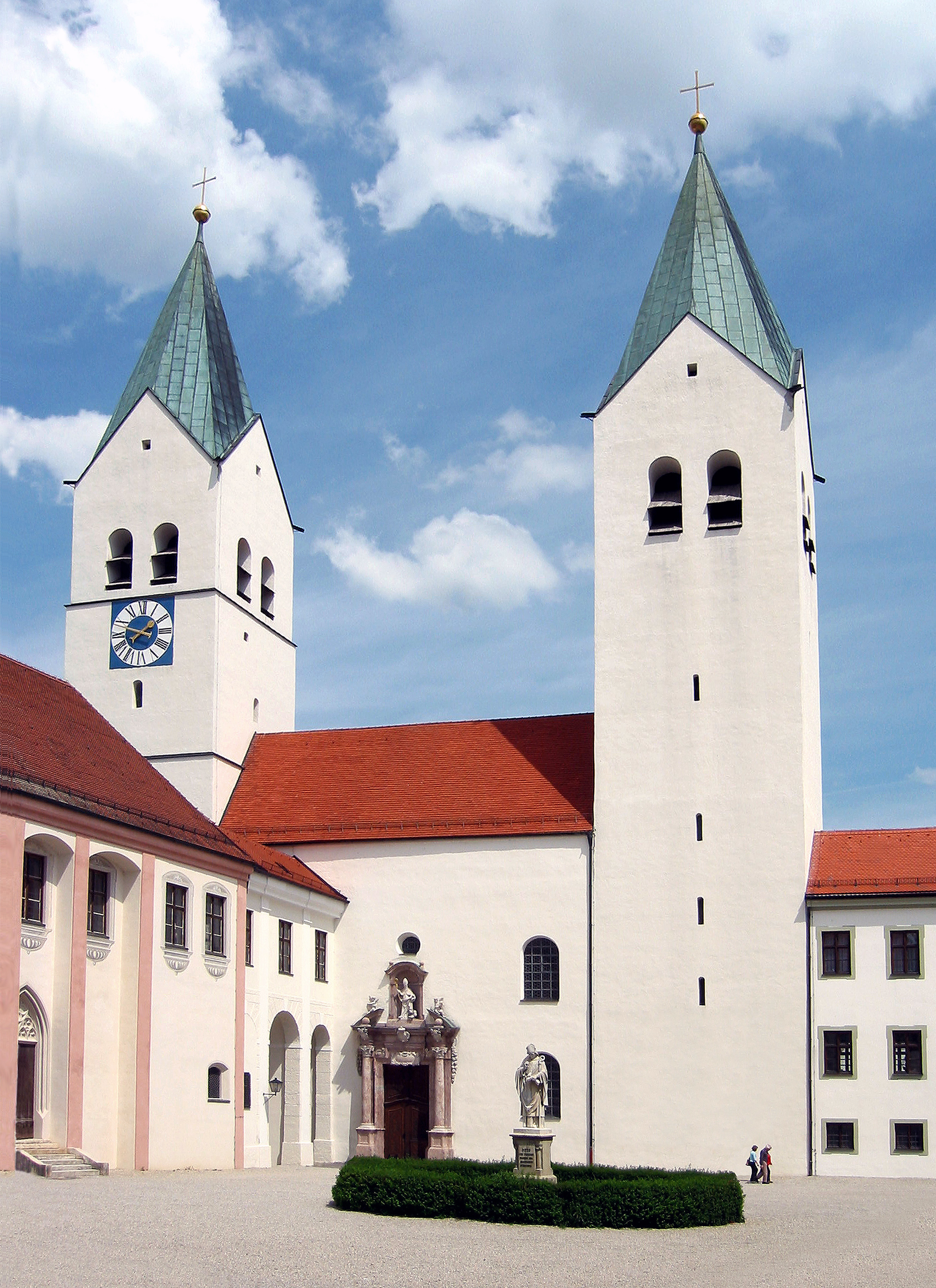
Catedral de Freising